# Bálint Alice
Bálint Alice, született Székely Alice, (Budapest, Terézváros, 1898. június 16. – Manchester, 1939. augusztus 29.) magyar pszichoanalitikus, a budapesti pszichoanalitikus iskola egyik legjelentősebb alakja. A gyermeki fejlődés, nevelés kérdései, a pszichoanalízis nevelési adaptációja foglalkoztatta. Széles körű tanácsadói, ismeretterjesztő, analitikus tevékenységet folytatott, rendszeresen publikált hazai és nemzetközi folyóiratokba.

## Életútja
Székely (Spitzer) Zsigmond és Prosznitz Vilma gyermekeként látta meg a napvilágot, izraelita vallású családban, 1919-ben Kovács Frigyes örökbefogadta, ezt követően hivatalos neve Székely-Kovács Alice volt. Édesanyja a Magyar Pszichoanalitikus Egyesület védelmezője, kiképzője volt. Édesapja építész, vállalkozó volt, aki szintén részt vett pszichoanalitikus terápián. Alice eredeti végzettségét tekintve antropológus volt, de figyelme sok területre kiterjedt (például matematikát, jogot is tanult), végül a gyermekpszichológia került érdeklődésének középpontjába. 1918-ban ismerkedett meg Bálint Mihállyal, akivel szorosan összefonódott magánélete és munkakapcsolata is, 1921-ben házasodtak össze.
„Haláláig, 1939-ig én és ő együtt olvastunk, tanultunk, éltünk és dolgoztunk. Minden ötletünket – tekintet nélkül arra, hogy kinek az agyában jött létre- végtelen vitáink folyamán élveztük, majd kipróbáltuk, alkalmaztuk és bíráltuk. Igen gyakran csak a véletlen döntötte el, hogy valamely gondolatot melyikünk közölje. … Csak egy cikket írtunk közösen, bár majdnem mindegyik cikkünket közösen közölhettük volna.” nyilatkozta Bálint Mihály 1952-ben.
1919-től már nyilvános előadásokat tartott Budapesten. 1920-ban az itthoni antiszemitizmus miatt Németországba költöztek, ahol a Museum für Völkerkunde-ban (antropológiai múzeum) kezdett el dolgozni. 1921-től férjével a berlini intézetbe járt kiképző pszichoanalízisbe, Hanns Sachs vezetésével. 1924-ben visszaköltöznek Budapestre, a kiképző pszichoanalízist Ferenczi Sándornál fejezte be. Bálint Mihállyal egy közös fiuk született, Bálint János, aki felnőve orvos, biokémikus lett. 1939 január-februárjában Angliába, Manchesterbe menekült családjával, ahol augusztusban agyvérzésben meghalt.

## Munkássága
Bálint Alice kiképző analitikusa Ferenczi Sándor volt, így látásmódjára nagy hatást gyakorolt elmélete. Sigmund Freud és Ferenczi között húzódó ellentét meghatározó jelentőségű, látásmódjuk több szempontból is különbözött. Többek között Ferenczi a gyermek biológiai, testi fejlődésében is meghatározó jelentőséget tulajdonított az édesanyának, az anya-gyermek kapcsolatnak. Ez a motívum Ferenczi követőinek elméletében is hangsúlyossá válik. Például Bálint Alice szerint a gyermeki fejlődés legkorábbi szakaszában az anya-gyermek kapcsolat nem ösztönön alapul, ahogy Freud véli, hanem archaikus szereteten, mely feltétel nélküli, és mindkét fél számára egyformán fontos. 
A budapesti pszichoanalitikusok továbbá kiemelik a környezeti tényezők, így a nevelés szerepét is, és a csecsemő veleszületett belső ösztönkésztetéseinek nem tulajdonítottak olyan nagy jelentőséget, mint Freud. Ez a nézőpont lehetővé tette, hogy a pszichoanalitikus elvek a nevelésben is alkalmazhatóvá váltak.
Ez által a Bálint házaspár műveiben leírt klasszikus struktúra megváltozott a Felettes-én és az Én kapcsolatának modellje, melyben a Felettes-én befolyásoló hatása már nem kivédhetetlen. Azt hangsúlyozták, hogy a nevelésnek elsősorban az Én-re kell hatnia, főként a feszültségtűrő képességének növelésével. Bálint Alice gyakorlati tanácsai is ezeket az elveket követik. Ennek eszköze a formális fegyelem megtanítása: udvariasság, napirend egyes elemei, megköszönés. A gyermeknek meg kell tanulnia, hogy nem mindig tehet meg mindent, ami eszébe jut, vagy szeretne, de ettől függetlenül lehetnek a társadalmi elvárásoktól eltérő gondolatai. A gyermek vágya kielégítésének elhalasztásával elősegíti a társadalomba való integrációját.
Bálint Alice azt is hangsúlyozza, hogy egyes ösztönkésztetésekről való lemondás nem természetellenes dolog. Például ha az ösztönkésztetések egymás ellen irányulnak, például éhség és menekülés. Ugyanakkor a vasszigor nem vezet eredményre. A nevelés célja a gyermek függetlenségének kialakítása, amely csak a gyermek igényeinek megfelelő korlátozás és szabadság egyensúlyának megléte esetén érhető el.

## Művei
- A szeretőképesség fejlődése és a valóságérzék (Die Entwicklunk der Liebesfähigkeit und der Realitätssinn) Budapest, 1933
- Tiltás és engedékenység a nevelésben (Versagung und Gewähren in der Erziehung) Zeitschrift für Psychoanalytische Pädagogik, 1936
- Az indulatáttétel kezelése Ferenczi kísérletei alapján (Handhabung der übertragung auf Grund der Ferenczischen Versuche) Internationale Zeitschrift für Psychoanalyse, 1939
- Nevelésrendszerünk alapjai (Die Grunlagen unseres Erziehungssysstems) Zeitschrift für Psychoanalytische Pedagogik, 1937
- Az anya szeretete és az anyaszeretet (Liebe zur Mutter und Mutterliebe) Internationale Zeitschrift für Psychoanalyse, 1939
- Indulatáttétel és viszontindulatáttétel (On transference and Counter transference) International Journal of Psycho-Analysis, 1943
- A gyermekszoba pszichológiája. Budapest, 1932 (újra közreadva 1990-ben)
- A kora-gyermekkor psychoanalysise (Psychoanalyse der frühen Lebensjahre) München-Basel, 1966
- Anya és gyermek. Budapest, 1941 (újra közreadva 1990-ben)
- A gyermekszoba pszichológiája; előszó Ferenczi Sándor; Madách Irodalmi Társaság, Budapest, 2011